# Paul-André Roux
Paul-André Roux, né le 24 avril 1960 à Grimisuat (originaire du même lieu), est une personnalité politique suisse, membre du parti démocrate-chrétien.
Il est député du Valais au Conseil national de 2010 à 2011.

## Biographie
Paul-André Roux naît le 24 avril 1960 à Grimisuat, commune dont il est originaire. Après une maturité commerciale au lycée-collège de Sion, il obtient un diplôme fédéral d’expert fiscal en 1990. Il travaille d'abord pour le fisc valaisan, puis dans une fiduciaire et une banque privée. Il fonde en 2004 sa propre entreprise de conseils fiscaux.
En parallèle, il siège au conseil d'administration de nombreuses sociétés (une quarantaine en 2010), et préside l'interprofession de la vigne et du vin (IVV) de 2011 à 2014.
Il est marié et père de deux enfants.

## Parcours politique
Paul-André Roux est élu député suppléant au Grand Conseil valaisan en 1997, puis député la législature suivante en 2001. Il président le parlement cantonal en 2008-2009.
Candidat aux élections fédérales de 2007, il finit premier des viennent-ensuite de sa liste. Il remplace Maurice Chevrier au Conseil national lorsque ce dernier démissionne en 2010. Il le remplace également dans la commission des affaires juridiques. Il n'est pas réélu lors des fédérales de 2011, finissant derrière le bas-valaisan Yannick Buttet. Il déclare alors mettre fin à sa carrière politique.